# Vålerenga Fotball 2018
Questa voce raccoglie le informazioni riguardanti il Vålerenga Fotball nelle competizioni ufficiali della stagione 2018.

## Stagione
A seguito dell'8º posto arrivato nel campionato 2017, nella stagione 2018 il Vålerenga avrebbe partecipato all'Eliteserien ed al Norgesmesterskapet. Il 19 dicembre 2017 sono stati compilati i calendari per l'Eliteserien: alla 1ª giornata, il Vålerenga avrebbe fatto visita al Kristiansund al Kristiansund Stadion.
L'8 gennaio 2018, Haakon Lunov è stato ingaggiato come assistente dell'allenatore Ronny Deila. La squadra terminò la stagione al sesto posto in campionato, mentre in Coppa di Norvegia, dopo aver superato i primi quattro turni, il cammino si interruppe ai quarti di finale per mano del Rosenborg.

## Rosa
| N. |                     | Ruolo | Calciatore            |
| -- | ------------------- | ----- | --------------------- |
| 1  | Svezia (bandiera)   | P     | Marcus Sandberg       |
| 3  | Estonia (bandiera)  | D     | Enar Jääger           |
| 4  | Norvegia (bandiera) | D     | Jonatan Tollås Nation |
| 5  | Uruguay (bandiera)  | D     | Felipe Carvalho       |
| 6  | Norvegia (bandiera) | C     | Abdisalam Ibrahim     |
| 7  | Norvegia (bandiera) | C     | Daniel Fredheim Holm  |
| 8  | Norvegia (bandiera) | C     | Magnus Lekven         |
| 9  | Norvegia (bandiera) | A     | Fitim Azemi           |
| 10 | Liberia (bandiera)  | A     | Sam Johnson           |
| 11 | Norvegia (bandiera) | A     | Bård Finne            |
| 13 | Norvegia (bandiera) | P     | Kristoffer Klaesson   |
| 14 | Ghana (bandiera)    | C     | Mohammed Abu          |
| 14 | Ghana (bandiera)    | C     | Ernest Agyiri         |
| 16 | Svezia (bandiera)   | C     | Erik Israelsson       |

| N. |                       | Ruolo | Calciatore              |
| -- | --------------------- | ----- | ----------------------- |
| 18 | Norvegia (bandiera)   | D     | Christian Borchgrevink  |
| 19 | Nigeria (bandiera)    | A     | Peter Michael           |
| 20 | Norvegia (bandiera)   | C     | Sakarias Opsahl         |
| 21 | Ghana (bandiera)      | P     | Adam Larsen Kwarasey    |
| 22 | Norvegia (bandiera)   | D     | Ivan Näsberg            |
| 23 | Norvegia (bandiera)   | C     | Felix Myhre             |
| 25 | Canada (bandiera)     | D     | Sam Adekugbe            |
| 26 | Norvegia (bandiera)   | C     | Aron Dønnum             |
| 27 | Islanda (bandiera)    | C     | Samúel Kári Friðjónsson |
| 29 | Norvegia (bandiera)   | C     | Magnus Retsius Grødem   |
| 30 | Portogallo (bandiera) | D     | João Meira              |
| 33 | Norvegia (bandiera)   | D     | Amin Nouri              |
| 40 | Nigeria (bandiera)    | A     | Chidera Ejuke           |

## Calciomercato

### Sessione invernale(dal 01/01 al 31/03)
| Arrivi           | Arrivi                | Arrivi              | Arrivi        |
| R.               | Nome                  | da                  | Modalità      |
| ---------------- | --------------------- | ------------------- | ------------- |
| D                | Sam Adekugbe          | Vancouver Whitecaps | definitivo    |
| D                | Felipe Carvalho       |                     | svincolato    |
| D                | João Meira            |                     | svincolato    |
| D                | Amin Nouri            |                     | svincolato    |
| C                | Ernest Agyiri         | Manchester City     | prestito      |
| C                | Magnus Retsius Grødem | Ullensaker/Kisa     | fine prestito |
| C                | Brage Skaret          | Skedsmo             | prestito      |
| A                | Sam Johnson           |                     | svincolato    |
| A                | Peter Michael         | Rivers Utd          | definitivo    |
| Altre operazioni |                       |                     |               |
| R.               | Nome                  | da                  | Modalità      |
| D                | Madhusan Sandrakumar  | Strømmen            | fine prestito |

| Partenze         | Partenze                 | Partenze        | Partenze      |
| R.               | Nome                     | a               | Modalità      |
| ---------------- | ------------------------ | --------------- | ------------- |
| D                | Kristoffer Hay           | Tromsdalen      | prestito      |
| D                | Robert Lundström         | AIK             | definitivo    |
| D                | Markus Nakkim            | Viking          | prestito      |
| D                | Madhusan Sandrakumar     | Bærum           | definitivo    |
| C                | Daniel Berntsen          | Tromsø          | definitivo    |
| C                | Aron Dønnum              | HamKam          | prestito      |
| C                | Christian Grindheim      |                 | svincolato    |
| C                | Bilal Njie               | Odd             | definitivo    |
| C                | Herman Stengel           |                 | svincolato    |
| A                | Mohammed Abdellaoue      |                 | ritiro        |
| A                | Thomas Elsebutangen      | Bærum           | prestito      |
| A                | Henrik Kjelsrud Johansen | Brann           | definitivo    |
| Altre operazioni |                          |                 |               |
| R.               | Nome                     | da              | Modalità      |
| C                | Ernest Agyiri            | Manchester City | fine prestito |

### Tra le due sessioni
| Arrivi | Arrivi | Arrivi | Arrivi   |
| R.     | Nome   | da     | Modalità |
| ------ | ------ | ------ | -------- |

| Partenze | Partenze       | Partenze | Partenze   |
| R.       | Nome           | a        | Modalità   |
| -------- | -------------- | -------- | ---------- |
| C        | Simen Juklerød | Anversa  | definitivo |

### Sessione estiva(dal 19/07 al 15/08)
| Arrivi | Arrivi          | Arrivi        | Arrivi        |
| R.     | Nome            | da            | Modalità      |
| ------ | --------------- | ------------- | ------------- |
| C      | Mohammed Abu    | Columbus Crew | prestito      |
| C      | Aron Dønnum     | HamKam        | fine prestito |
| C      | Erik Israelsson | PEC Zwolle    | prestito      |

| Partenze | Partenze               | Partenze        | Partenze      |
| R.       | Nome                   | a               | Modalità      |
| -------- | ---------------------- | --------------- | ------------- |
| P        | Marcus Sandberg        | Stabæk          | definitivo    |
| D        | Christian Borchgrevink | HamKam          | prestito      |
| C        | Ernest Agyiri          | Manchester City | fine prestito |
| A        | Fitim Azemi            | Sandefjord      | prestito      |

## Risultati

### Eliteserien

#### Girone di andata
| Arbitro: | Hansen (Feda) |

|  |           |             |
|  | Marcatori | 63’ Johnson |

| Arbitro: | Moen (Haugesund) |

|                               |           |          |
| Tollås Nation 60’ Johnson 65’ | Marcatori | 58’ Njie |

| Arbitro: | Steen (Bergen) |

|                               |           |  |
| Mortensen 17’, 90’ Tveita 66’ | Marcatori |  |

| Arbitro: | Skjerven (Kaupanger) |

|           |           |                                                |
| Ejuke 45’ | Marcatori | 26’, 65’ (rig.) Pedersen 48’ Nguen 90’ Stengel |

| Arbitro: | Steen (Bergen) |

|                 |           |                                                                                    |
| Christensen 29’ | Marcatori | 6’ Fredheim Holm 25’ Johnson 51’ Finne 54’ Ejuke 66’ Friðjónsson 69’ Tollås Nation |

| Oslo 22 aprile 2018, ore 20:00 6ª giornata | Vålerenga          | 0 – 0 referto | Molde | Intility Arena (8.436 spett.)\| Arbitro: \| Hafsås (Trondheim) \| |
| Arbitro:                                   | Hafsås (Trondheim) |               |       |                                                                   |

| Arbitro: | Hagenes (Flaktveit) |

|                       |           |                  |
| Løkberg 19’ Tønne 60’ | Marcatori | 27’, 85’ Johnson |

| Arbitro: | Hagen (Grue) |

|                          |           |                                  |
| Carvalho 23’ Michael 81’ | Marcatori | 16’ Skjerve 64’ Pallesen Knudsen |

| Arbitro: | Steen (Bergen) |

|  |           |                    |
|  | Marcatori | 55’ (rig.) Johnson |

| Arbitro: | Moen (Haugesund) |

|             |           |  |
| Johnson 14’ | Marcatori |  |

### Norgesmesterskapet
| Arbitro: | Haugen (Rælingen) |

|  |           |                                                                                   |
|  | Marcatori | 31’ Meira 34’, 37’ Juklerød 39’, 47’ Azemi 40’ Finne 52’ Michael 83’ Borchgrevink |

| Arbitro: | Aslam |

|  |           |              |
|  | Marcatori | 24’ Carvalho |

| Arbitro: | Eskås (Oslo) |

|           |           |                        |
| Godoy 65’ | Marcatori | 38’ Finne 51’ Carvalho |

## Statistiche

### Statistiche di squadra
| Competizione       | Punti | In casa | In casa | In casa | In casa | In casa | In casa | In trasferta | In trasferta | In trasferta | In trasferta | In trasferta | In trasferta | Totale | Totale | Totale | Totale | Totale | Totale | DR |
| Competizione       | Punti | G       | V       | N       | P       | Gf      | Gs      | G            | V            | N            | P            | Gf           | Gs           | G      | V      | N      | P      | Gf     | Gs     | DR |
| ------------------ | ----- | ------- | ------- | ------- | ------- | ------- | ------- | ------------ | ------------ | ------------ | ------------ | ------------ | ------------ | ------ | ------ | ------ | ------ | ------ | ------ | -- |
| Eliteserien        | 0     | 0       | 0       | 0       | 0       | 0       | 0       | 0            | 0            | 0            | 0            | 0            | 0            | 0      | 0      | 0      | 0      | 0      | 0      | 0  |
| Norgesmesterskapet | -     | 0       | 0       | 0       | 0       | 0       | 0       | 0            | 0            | 0            | 0            | 0            | 0            | 0      | 0      | 0      | 0      | 0      | 0      | 0  |
| Totale             | -     | 0       | 0       | 0       | 0       | 0       | 0       | 0            | 0            | 0            | 0            | 0            | 0            | 0      | 0      | 0      | 0      | 0      | 0      | 0  |

### Andamento in campionato
| Giornata  | 1 | 2 | 3 | 4 | 5 | 6 | 7 | 8 | 9 | 10 | 11 | 12 | 13 | 14 | 15 | 16 | 17 | 18 | 19 | 20 | 21 | 22 | 23 | 24 | 25 | 26 | 27 | 28 | 29 | 30 |
| --------- | - | - | - | - | - | - | - | - | - | -- | -- | -- | -- | -- | -- | -- | -- | -- | -- | -- | -- | -- | -- | -- | -- | -- | -- | -- | -- | -- |
| Luogo     | T | C | T | C | T | C | T | C | T | C  | T  | C  | T  | T  | C  | T  | C  | T  | C  | C  | T  | C  | T  | C  | T  | C  | T  | C  | T  | C  |
| Risultato | V | V | P | P | V | N | N | N | V | V  |    |    |    |    |    |    |    |    |    |    |    |    |    |    |    |    |    |    |    |    |
| Posizione | 7 | 3 | 6 | 7 | 3 | 7 | 7 | 7 | 5 | 5  |    |    |    |    |    |    |    |    |    |    |    |    |    |    |    |    |    |    |    |    |

Fonte:  Eliteserien 2018, su altomfotball.no, Altomfotball. URL consultato il 22 dicembre 2017 (archiviato dall'url originale il 23 dicembre 2017).
Legenda:

Luogo: C = Casa; T = Trasferta. Risultato: V = Vittoria; N = Pareggio; P = Sconfitta.

### Statistiche dei giocatori
| Giocatore          | Eliteserien | Eliteserien | Eliteserien | Eliteserien | Norgesmesterskapet | Norgesmesterskapet | Norgesmesterskapet | Norgesmesterskapet | Coppe europee | Coppe europee | Coppe europee | Coppe europee | Altre coppe | Altre coppe | Altre coppe | Altre coppe | Totale   | Totale | Totale      | Totale     |
| Giocatore          | Presenze    | Reti        | Ammonizioni | Espulsioni  | Presenze           | Reti               | Ammonizioni        | Espulsioni         | Presenze      | Reti          | Ammonizioni   | Espulsioni    | Presenze    | Reti        | Ammonizioni | Espulsioni  | Presenze | Reti   | Ammonizioni | Espulsioni |
| ------------------ | ----------- | ----------- | ----------- | ----------- | ------------------ | ------------------ | ------------------ | ------------------ | ------------- | ------------- | ------------- | ------------- | ----------- | ----------- | ----------- | ----------- | -------- | ------ | ----------- | ---------- |
| M. Abu             | 0           | 0           | 0           | 0           | 0                  | 0                  | 0                  | 0                  |               |               |               |               |             |             |             |             | 0        | 0      | 0           | 0          |
| S. Adekugbe        | 0           | 0           | 0           | 0           | 0                  | 0                  | 0                  | 0                  |               |               |               |               |             |             |             |             | 0        | 0      | 0           | 0          |
| E. Agyiri          | 0           | 0           | 0           | 0           | 0                  | 0                  | 0                  | 0                  |               |               |               |               |             |             |             |             | 0        | 0      | 0           | 0          |
| F. Azemi           | 0           | 0           | 0           | 0           | 0                  | 0                  | 0                  | 0                  |               |               |               |               |             |             |             |             | 0        | 0      | 0           | 0          |
| C. Borchgrevink    | 0           | 0           | 0           | 0           | 0                  | 0                  | 0                  | 0                  |               |               |               |               |             |             |             |             | 0        | 0      | 0           | 0          |
| F. Carvalho        | 0           | 0           | 0           | 0           | 0                  | 0                  | 0                  | 0                  |               |               |               |               |             |             |             |             | 0        | 0      | 0           | 0          |
| A. Dønnum          | 0           | 0           | 0           | 0           | 0                  | 0                  | 0                  | 0                  |               |               |               |               |             |             |             |             | 0        | 0      | 0           | 0          |
| B. Finne           | 0           | 0           | 0           | 0           | 0                  | 0                  | 0                  | 0                  |               |               |               |               |             |             |             |             | 0        | 0      | 0           | 0          |
| D. Fredheim Holm   | 0           | 0           | 0           | 0           | 0                  | 0                  | 0                  | 0                  |               |               |               |               |             |             |             |             | 0        | 0      | 0           | 0          |
| S. Friðjónsson     | 0           | 0           | 0           | 0           | 0                  | 0                  | 0                  | 0                  |               |               |               |               |             |             |             |             | 0        | 0      | 0           | 0          |
| A. Ibrahim         | 0           | 0           | 0           | 0           | 0                  | 0                  | 0                  | 0                  |               |               |               |               |             |             |             |             | 0        | 0      | 0           | 0          |
| E. Israelsson      | 0           | 0           | 0           | 0           | 0                  | 0                  | 0                  | 0                  |               |               |               |               |             |             |             |             | 0        | 0      | 0           | 0          |
| E. Jääger          | 0           | 0           | 0           | 0           | 0                  | 0                  | 0                  | 0                  |               |               |               |               |             |             |             |             | 0        | 0      | 0           | 0          |
| S. Johnson         | 0           | 0           | 0           | 0           | 0                  | 0                  | 0                  | 0                  |               |               |               |               |             |             |             |             | 0        | 0      | 0           | 0          |
| S. Juklerød        | 0           | 0           | 0           | 0           | 0                  | 0                  | 0                  | 0                  |               |               |               |               |             |             |             |             | 0        | 0      | 0           | 0          |
| K. Klaesson        | 0           | -0          | 0           | 0           | 0                  | -0                 | 0                  | 0                  |               |               |               |               |             |             |             |             | 0        | 0      | 0           | 0          |
| A. Larsen Kwarasey | 0           | -0          | 0           | 0           | 0                  | -0                 | 0                  | 0                  |               |               |               |               |             |             |             |             | 0        | 0      | 0           | 0          |
| M. Lekven          | 0           | 0           | 0           | 0           | 0                  | 0                  | 0                  | 0                  |               |               |               |               |             |             |             |             | 0        | 0      | 0           | 0          |
| J. Meira           | 0           | 0           | 0           | 0           | 0                  | 0                  | 0                  | 0                  |               |               |               |               |             |             |             |             | 0        | 0      | 0           | 0          |
| P. Michael         | 0           | 0           | 0           | 0           | 0                  | 0                  | 0                  | 0                  |               |               |               |               |             |             |             |             | 0        | 0      | 0           | 0          |
| F. Myhre           | 0           | 0           | 0           | 0           | 0                  | 0                  | 0                  | 0                  |               |               |               |               |             |             |             |             | 0        | 0      | 0           | 0          |
| I. Näsberg         | 0           | 0           | 0           | 0           | 0                  | 0                  | 0                  | 0                  |               |               |               |               |             |             |             |             | 0        | 0      | 0           | 0          |
| A. Nouri           | 0           | 0           | 0           | 0           | 0                  | 0                  | 0                  | 0                  |               |               |               |               |             |             |             |             | 0        | 0      | 0           | 0          |
| S. Opsahl          | 0           | 0           | 0           | 0           | 0                  | 0                  | 0                  | 0                  |               |               |               |               |             |             |             |             | 0        | 0      | 0           | 0          |
| M. Retsius Grødem  | 0           | 0           | 0           | 0           | 0                  | 0                  | 0                  | 0                  |               |               |               |               |             |             |             |             | 0        | 0      | 0           | 0          |
| M. Sandberg        | 0           | -0          | 0           | 0           | 0                  | -0                 | 0                  | 0                  |               |               |               |               |             |             |             |             | 0        | 0      | 0           | 0          |
| B. Skaret          | 0           | 0           | 0           | 0           | 0                  | 0                  | 0                  | 0                  |               |               |               |               |             |             |             |             | 0        | 0      | 0           | 0          |
| J. Tollås Nation   | 0           | 0           | 0           | 0           | 0                  | 0                  | 0                  | 0                  |               |               |               |               |             |             |             |             | 0        | 0      | 0           | 0          |